# Paser (fils de Houy)
Pour les articles homonymes, voir Paser.
Paser est vice-roi de Koush pendant les règnes d'Aÿ et probablement d'Horemheb. George Andrew Reisner mentionne que les seules inscriptions datables pour Paser appartiennent au règne d'Aÿ. Le vice-roi suivant connu est Amenemopet, qui est daté du règne de Séthi Ier. Il est donc possible que Paser ait servi sous les règnes d'Aÿ, d'Horemheb (et peut-être même de Ramsès Ier.

## Biographie
Paser est le fils du vice-roi Amenhotep appelé Houy, qui a servi pendant le règne de Toutânkhamon. Sa mère est la Dame Taemouadjsy. Il est aussi le père d'Amenemopet qui sera lui aussi vice-roi de Koush sous le règne de Séthi Ier puis la première partie de celui de Ramsès II. Il s'agit donc d'une véritable lignée de vice-rois qui auront administré la Nubie pour le compte de Pharaon de père en fils, et auront servi sous six pharaons successifs.    
Les titres de Paser comprennent : « Surveillant des terres d'or d'Amon », « Fils royal de Koush », « Surveillant des terres du Sud », « Surveillant des terres d'Amon à Ta-Set », « Surveillant des terres d'or », « Scribe du roi ».

## Attestations
Paser est attesté dans :
- Au Gebel es-Shems, une stèle de Paser enregistre son nom et ses titres et une petite chambre (petit spéos) est dédiée à Paser. La stèle est datée du règne d'Aÿ[1].
- À Sehel, une inscription mentionne Paser[1].
- Sur la route d'Assouan à Philæ, une inscription de son fils Amenemopet mentionne Paser[1].
- Un linteau du temple d'Aniba montre Paser adorant les cartouches d'Horemheb[3],[4],[5].